# Takeo Ischi
Takeo Ishii (in giapponese: 石井 健雄), germanizzato in Ischi, (Tokyo, 3 marzo 1947) è un cantante giapponese specializzato in jodel attivo in Germania.

## Biografia
Ischi è nato e cresciuto a Tokyo, in Giappone. Al liceo era un solitario, ma fu durante questo periodo che sentì per la prima volta lo jodel alla radio. Seguendo il padre, Ischi è andato all'università studiando ingegneria meccanica. Nel tempo libero si appassionò alla cetra e al dulcimer e imparò a suonare questi strumenti. Usando i dischi di Franzl Lang, ha imparato a fare lo jodel e ha iniziato a esibirsi sulla televisione giapponese. Durante un periodo di sei mesi in cui ha studiato all'estero in Germania,  Ischi è andato anche in Svizzera, dove ha cantato in una birreria a Zurigo.  Presto iniziò a guadagnare soldi da questa attività. Da lì ha cantato davanti a Franzl Lang, il suo idolo, e Lang lo ha preso sotto la sua ala protettrice. Si esibì in televisione con Maria Hellwig, e in seguito divenne noto nei circoli di lingua tedesca come lo "yodeler giapponese".
Ischi incontrò sua moglie Henriette nel 1981 e le fece la proposta tre anni dopo in un onsen (sorgente termale) in Giappone. Si sono sposati nel 1985 e hanno avuto cinque figli, quattro figli di nome Maximilian, Michael, Andreas e Lukas e una figlia di nome Julia.
Una divertente collaborazione ironica con i The Gregory Brothers, "Chicken Attack", è stata rilasciata il 25 gennaio 2017 e ha ricevuto oltre 28 milioni di visualizzazioni su YouTube . Nel 2019 è stata pubblicata una cover con la band metal taiwanese Chthonic.
Takeo Ishii ha collaborato di nuovo con i The Gregory Brothers per una serie che è stata pubblicata il 17 gennaio 2020. La prima canzone della loro serie è "Chicken Pig Attack", e sono state annunciate altri canzoni. La canzone successiva della loro serie, "Rat Attack", è stata pubblicata il 24 gennaio 2020.

## Discografia
Der Küstenjodler
1. Der Küstenjodler
2. Wer hat nur Dir das Jodeln beigebracht
3. Bockwurst, Bier e Blasmusik

Nuovo Bibi-Hendl
1. Nuovo Bibi-Hendl (Rap)
2. Nuovo Bibi-Hendl (Heimatsender-Mix)
3. Nuovo Appenzeller
4. Nuovo Bibi-Hendl (Extended Dance-Version)
5. New Bibi-Hendl (versione karaoke)

Bockwurst, Bier e Blasmusik
1. Bockwurst, Bier e Blasmusik
2. Ich fang den Tag mit einem Jodler an

Wer hat nur Dir das Jodeln beigebracht
1. Wer hat nur Dir das Jodeln beigebracht
2. Bockwurst, Bier e Blasmusik
3. Ich fang den Tag mit einem Jodler an

Der Import-Hit dal Giappone
1. Bibi-Hendl
2. Der Import-Hit dal Giappone
3. Zwei Spuren im Schnee
4. Appenzeller
5. In jeder Sprache klingt es gleich
6. Wer hat nur Dir das Jodeln beigebracht
7. Der Liebes-Jodler
8. Bergvagabunden
9. Der Küsten-Jodler
10. Bockwurst, Bier e Blasmusik
11. Ich fang den Tag mit einem Jodler an
12. Jagertee im Pulverschnee - gemeinsam mit Maria e Margot Hellwig
13. Bibi-Hendl (Extended Dance-Version) (bonus track)

Die hr4-Weihnachts-CD
- Zwei Spuren im Schnee - Takeo Ischi

Edelweiss der Volksmusik - Volume 1
- Wer hat nur Dir das Jodeln beigebracht - Takeo Ischi

Festival der Volksmusik Volume 1
- Der Küstenjodler - Takeo Ischi

Schlager & Gute Laune Festival Die Hits von CD 2
- Takeo Ischi - New Bibi-Hendl (Rap)

Lieder die von Herzen kommen Volume 1
- Der Küsten-Jodler - Takeo Ischi

Maria Hellwig - Ich möcht so gerne Urgroßmutter sein
- Takeo Ischi - Der Küstenjodler